# Strade di categoria A della Zona 6

Le zone di numerazione per le strade di categoria A della Gran Bretagna

Secondo il sistema di numerazione delle strade della Gran Bretagna, in tali Paesi a ogni strada è assegnata una lettera singola, che rappresenta la categoria della strada, seguita da un numero, composta da 1 a 4 cifre.
Si riporta l'elenco delle strade di categoria A della Zona 6 in Gran Bretagna, che hanno il punto di partenza a est della A6 e della A7 e a ovest della A1 (strade che iniziano con la cifra 6).

## Strade a cifra singola e a doppia cifra
| Strade | Estremità a sud | Estremità a nord   | Note |
| ------ | --------------- | ------------------ | --- |
|        | Luton           | Carlisle           | In origine strada da Londra a Carlisle, distaccandosi dalla A1 a Barnet. |
|        | Loughborough    | Doncaster          | |
|        | Derby           | Thirsk             | |
|        | Leeds           | Manchester         | In passato il principale percorso di attraversamento dei Monti Pennini dal Lancashire allo Yorkshire; il traffico ora utilizza principalmente la motorway M62, che ha all'incirca lo stesso percorso tra Manchester e Leeds, ma si prolunga a Hull e Liverpool |
|        | Leeds           | Kingston upon Hull | |
|        | Leeds           | Scarborough        | Strada principale dal West Yorkshire alla costa orientale. Per breve tratto è la A64(M) facendo parte della Leeds Inner Ring Road. |
|        | Leeds           | Kendal             | Percorso di attraversamento dei Monti Pennini |
|        | Grangetown      | Workington         | |
|        | Bowes           | Crathorne          | |
|        | Edimburgo       | Darlington         | |
|        | Denton Burn     | Carlisle           | |

## Strade a 3 cifre
| Strade      | Estremità a sud       | Estremità a nord                            | Note |
| ----------- | --------------------- | ------------------------------------------- | --- |
|             | Hitchin               | Bedford                                     | |
|             |                       |                                             | Circonvallazione interna di Derby |
|             | Hitchin               | Ware                                        | |
|             | Bedford               | Cambridge                                   | Il tratto da Sandy a New Wimpole (sulla A1198) è stato declassato a B1042. |
| A604        | Non utilizzata        |                                             | Utilizzata per spostarsi da Kettering a Harwich. Ora sostituita da A14, A1307, A1017, A1124, A133 e A120. Storicamente, il tratto da Godmanchester a Colchester era l'originaria A132. |
|             | Raccorod 13 della A14 | Hobbs Lot Bridge, vicino a Guyhirn          | |
|             | Stamford              | West Bridgford                              | |
|             | Leicester             | Grantham                                    | |
|             | Newstead              | Derby                                       | |
|             | Nottingham            | Belper                                      | |
|             | Nottingham            | Ambergate                                   | |
|             | Nottingham            | Mansfield                                   | |
|             | Nottingham            | Newark-on-Trent                             | Passa per Southwell |
| Strada A613 | Nuthall               | Alfreton                                    | Declassata a B600 |
|             | Calverton             | Bridlington                                 | |
|             | Vicino a Clay Cross   | Matlock                                     | |
|             | Newark-on-Trent       | Huddersfield                                | |
|             | Chesterfield          | Newark-on-Trent                             | |
|             | Clowne                | Rotherham                                   | |
|             | Bakewell              | Worksop                                     | |
|             | Ranby                 | Beckingham                                  | |
|             | Sheffield             | Baslow                                      | |
|             | Chapel-en-le-Frith    | Baslow                                      | |
|             | Glossop               | Chapel-en-le-Frith                          | Prima del ritracciamento della A6 via Chapel-en-le-Frith, questa strada si spingeva fino a Buxton                                                                                      |
|             | Sheffield             | A623                                        | Ritracciata a seguito del collasso di parte del percorso |
|             | Glossop               | Heaton Chapel                               | |
|             | Hazel Grove           | Rochdale                                    | Tra Oldham e Rochdale corre come A627(M) |
|             | Hollingworth          | Pontefract                                  | Percorso che attraversa i Monti Pennini |
|             | Rotherham             | Skipton                                     | |
|             | Sheffield             | Raccordo 4 della M18                        | |
|             | Greenland             | Louth                                       | |
|             | Matlock               | Cuckney                                     | |
|             | Rotherham             | New Lodge                                   | |
|             | Maltby                | A638 vicino a Retford                       | |
|             | Manchester            | Doncaster                                   | Percorso che attraversa i Monti Pennini |
|             | Denby Dale            | Wakefield                                   | |
|             | Gawber                | Grange Moor                                 | |
|             | A1 a Markham Moor     | Raccordo di Chain Bar della M62             | In passato era la A1, ma dopo la costruzione del bypass della A1 di Retford (da Markham Moor a Blyth) del bypass della A1(M) di Doncaster (da Blyth a Carcroft) è stata rinumerata     |
|             | Skellow               | Leeds                                       | |
|             | Rochdale              | Huddersfield                                | Percorso che attraversa i Monti Pennini |
|             | Huddersfield          | Bradford                                    | Strada principale tra Huddersfield e Bradford. |
|             | Wakefield             | Garforth                                    | |
|             | Raccordo 23 della M62 | Leeds                                       | |
|             | Dewsbury              | Denholme Clough                             | |
|             | Crofton               | Snaith                                      | Si unisce alla A638 a Crofton e prosegue per Wakefield. |
|             | Halifax               | Burnley                                     | |
|             | Leeds                 | Halifax                                     | Prima High Occupancy Vehicle Lane (corsia HOV) del Regno Unito |
|             | Liversedge            | Hipperholme                                 | |
|             | Wakefield             | Keighley                                    | |
|             | Liversedge            | East Bierley                                | |
|             | Dewsbury              | Gomersal                                    | |
|             | Dewsbury              | Leeds                                       | |
|             | Tingley               | Oulton                                      | |
|             | Vicino a Crofton      | Castleford                                  | |
|             | Castleford            | Aberford                                    | |
|             | Shipley               | Leeds                                       | |
|             | Bradford              | A59 a est di Knaresborough                  | |
|             | Tadcaster             | Otley                                       | |
|             | Leeds                 | Burley in Wharfedale                        | |
|             | Wetherby              | Harrogate                                   | |
|             | Manchester            | Droylsden                                   | |
|             | Failsworth            | Newhey                                      | |
|             | Manchester            | Rochdale                                    | |
|             | Manchester            | Ainsworth Junction with A58                 | |
|             | Pendlebury            | Langho                                      | |
|             | Kearsley              | Whitefield                                  | |
|             | Middleton             | Greenfield                                  | |
|             | Ashton-under-Lyne     | Diggle                                      | |
|             | Oldham                | Worston                                     | |
|             | Oldham                | Ripponden                                   | |
|             | Bolton                | Heath Charnock                              | |
|             | Chorley               | Blackburn                                   | |
|             | Bolton                | Walton-le-Dale                              | |
|             | Hunger Hill           | Bolton                                      | |
|             | Blackburn             | Samlesbury                                  | |
|             | Blackburn             | Padiham                                     | |
|             | Blackburn             | Burnley                                     | |
|             | Rochdale              | Whalley                                     | |
|             | Haslingden            | Todmorden                                   | |
|             | Bent Gate             | Long Preston                                | Parte della strada è la strada più pericolosa del Regno Unito |
|             | Heysham               | Kirkby Stephen                              | |
|             | Kendal                | A19 a est di Ellerbeck                      | |
|             | Kendal                | Brough                                      | |
|             | Penrith               | Haydon Bridge                               | |
|             | Ingleton              | Cantsfield                                  | |
|             | Barnard Castle        | Bowburn                                     | |
|             | Raccordo 44 della M6  | Hartlepool                                  | |
|             | Crook                 | Sunderland                                  | |
|             | Consett               | Durham                                      | |
|             | Castleside            | A1 vicino a Gateshead                       | |
|             | Leadgate              | Chester-le-Street                           | |
|             | Consett               | A1 vicino al centro commerciale MetroCentre | |
|             | Newcastle-upon-Tyne   | Hexham                                      | Proposta in esame perché parte di questa strada divenga la A695(M) Shields Road Motorway                                                                                               |
|             | Otterburn             | Newcastle-upon-Tyne                         | |
|             | Morpeth               | Oxton                                       | |
|             | Berwick               | Hawick                                      | |
|             | Selkirk               | Kelso                                       | |